# Ashke Pithe
Ashke Pithe (în bengaleză আস্‌কে পিঠে sau আস্কে পিঠে) sau Chitoi Pitha (în bengaleză চিতই পিঠা) este una dintre cele mai populare prăjituri de orez din Bangladesh și Bengalul de Vest, un stat din India. Este cunoscută și ca Dhaka Pithe, Chikui Pithe și Sora Pithe. Se poate ca ortografierea „Axse” să fi devenit „Ashke” or „Aske” datorită uzului local. Seamănă oarecum cu prăjitura sud-indiană Idli. Este preparată cu ocazia festivalului Paush Sankranti. Ashke Pithe se mănâncă de obicei cu melasă, dar se mănâncă și cu linte, mazăre, curry de pește Koi și uneori curry de carne. Istoricul Tapan Roychoudhury a comparat Ashke Pithe cu biftecul.

## Istorie
Obiceiul de a face Ashke Pithe în casele bengalezilor cu ocazia diferitor festivaluri religioase datează din Evul Mediu.

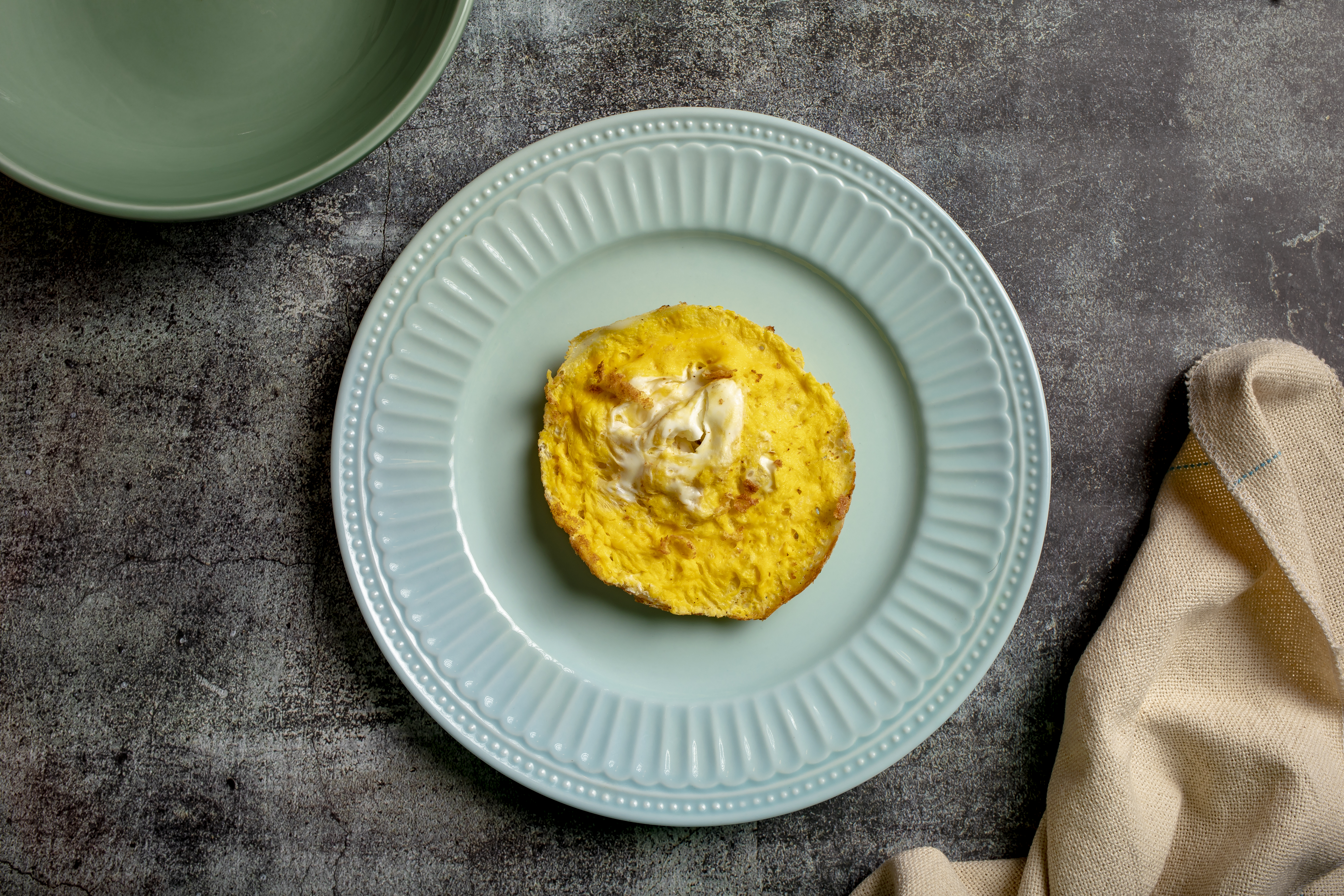
Chitoi Pitha cu ou, Bangladesh

## Preparare

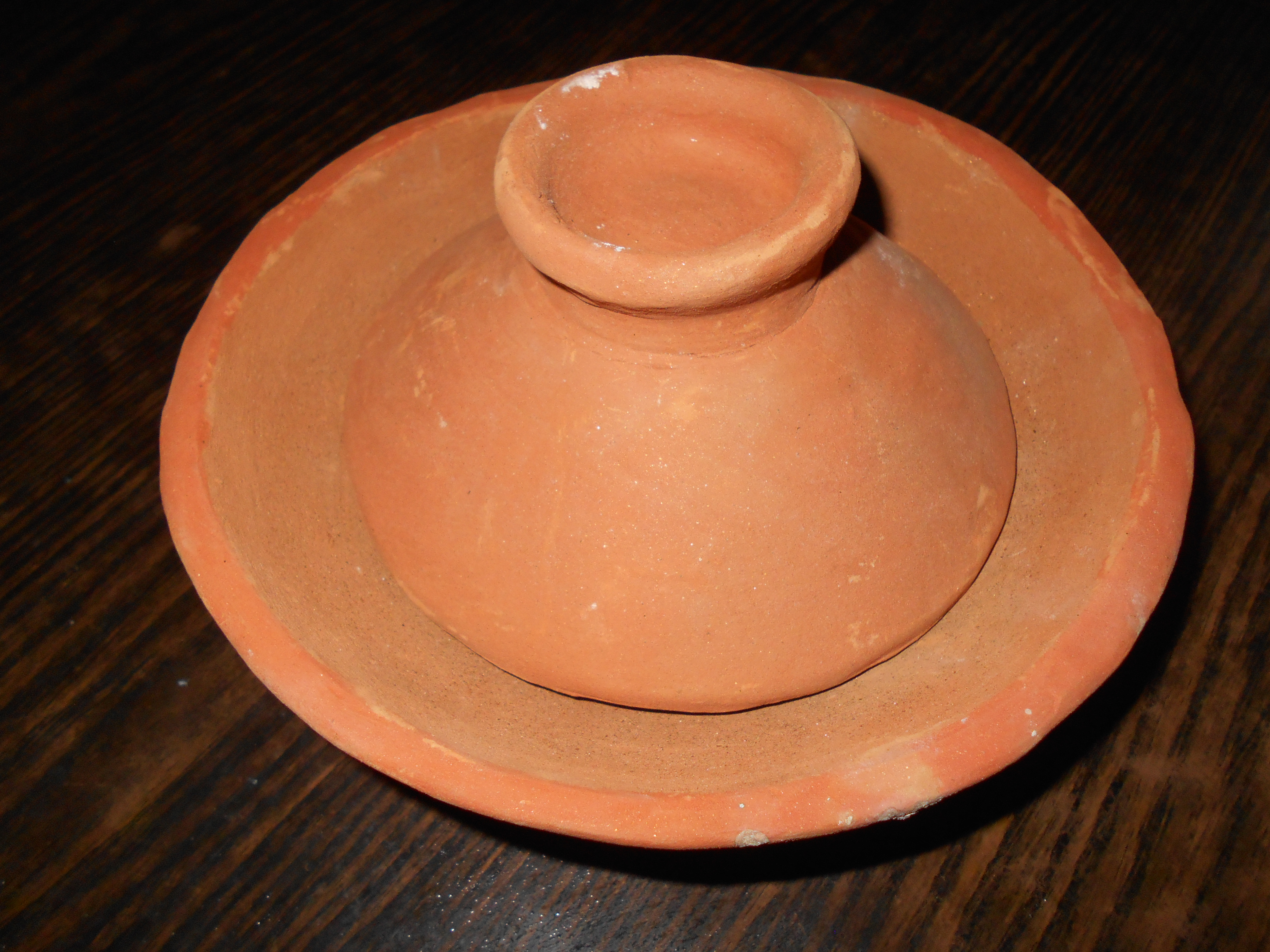
Sora, folosită la preparat Chitui Pithe

Ingredientul principal al prăjiturilor Ashke Pithe este pudra de orez condimentată. Alte ingrediente sunt apa, sarea și o cantitate de ulei de porumb. În prepararea prăjiturii Ashke Pitha, este folosit un tip de capac din lut, iar pentru acoperirea sa din partea de sus un alt capac de lut, dar ceva mai mic. În prezent, a început să se folosească în schimb un capac de alamă și un vas de aluminiu.
Pasul întâi este amestecarea pudrei de orez cu apă puțin fierbinte. Se adaugă puțină sare. Apoi, amestecul se toarnă în primul capac, care trebuie să aibă ulei pe suprafață. Amestecul are cam jumătate din diametrul celui de-al doilea capac. După aceea, al doilea capac acoperă amestecul, iar cele două capace se pun la cuptor. Capacele se scot din cuptor după circa 2-2,5 minute. În timp ce se prepară, se picură apă de deasupra. Datorită uleiului, Ashke Pithe poate fi ușor îndepărtată cu un cuțit. Prin această metodă, este preparată doar o singură prăjitură Ashke Pithe. Poate fi mâncată cu melasă. De asemenea, poate fi mâncată și după ce este fiartă în melasă de lapte.

## Gallery
- Prepararea unei prăjituri Chitoi pitha cu ou

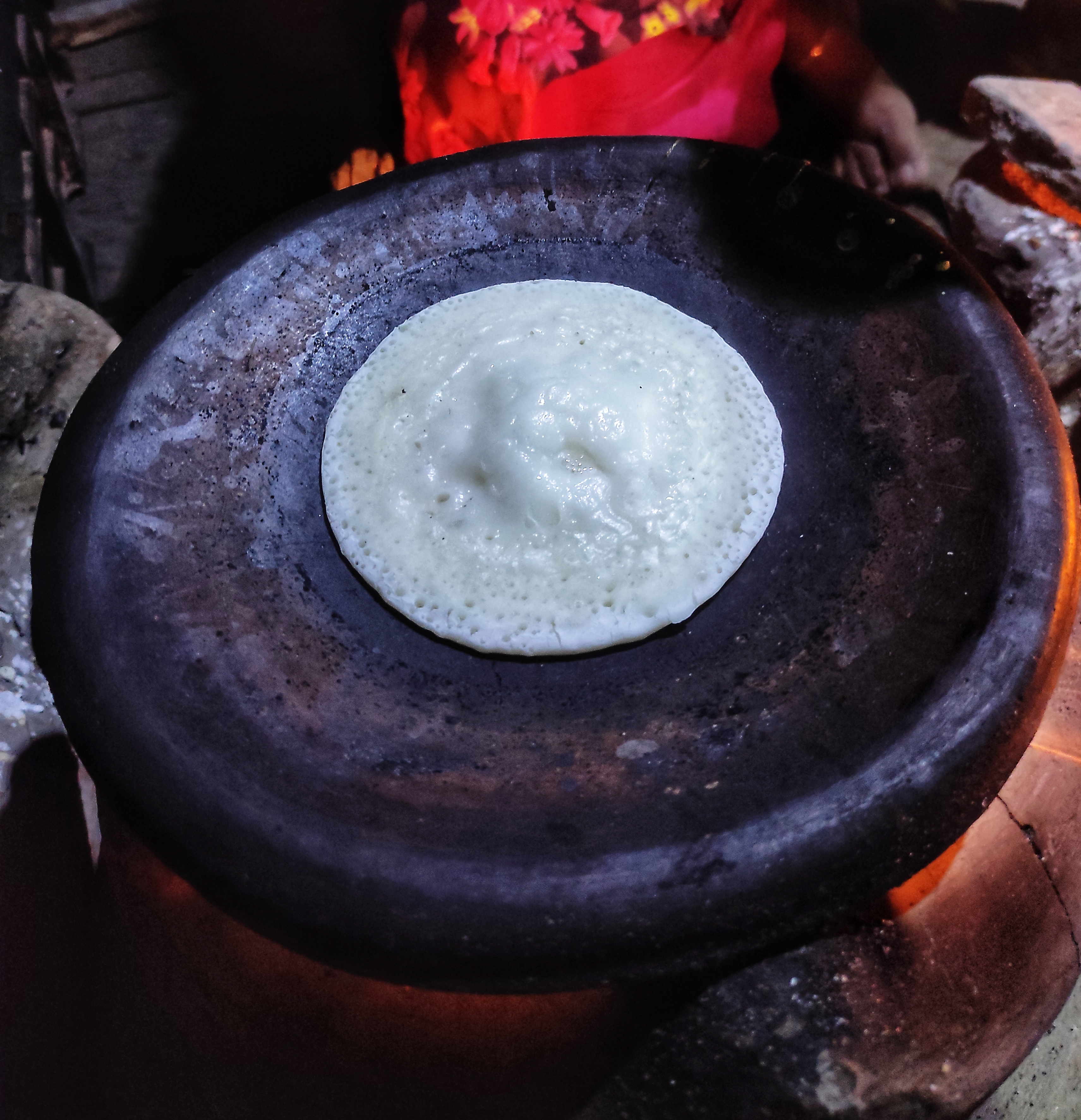
Chitoi pitha în curs de preparare într-un magazin stradal din Bangladesh
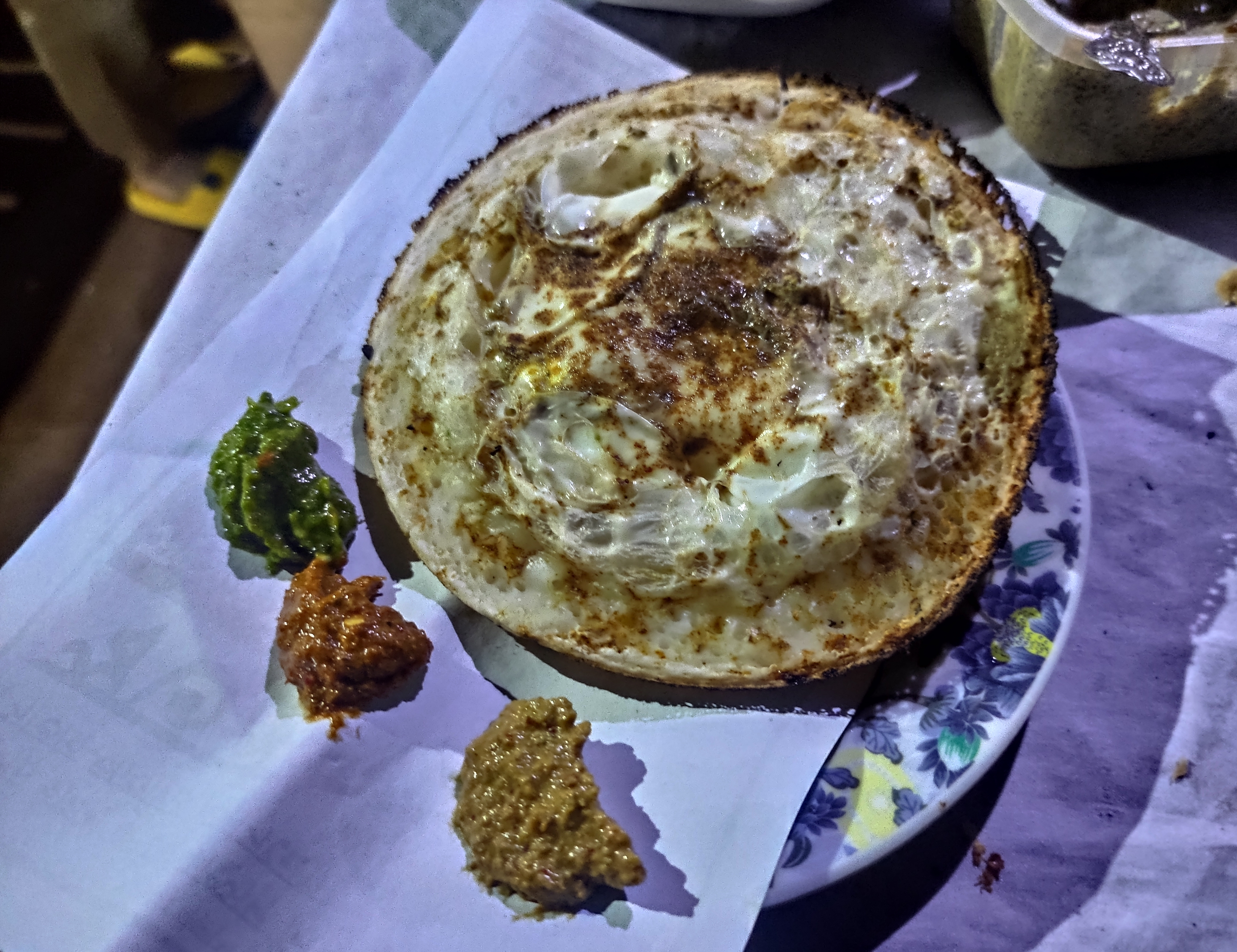
Chitoi Pitha cu ou servită cu diferite mirodenii în Bangladesh